# Pallavicino

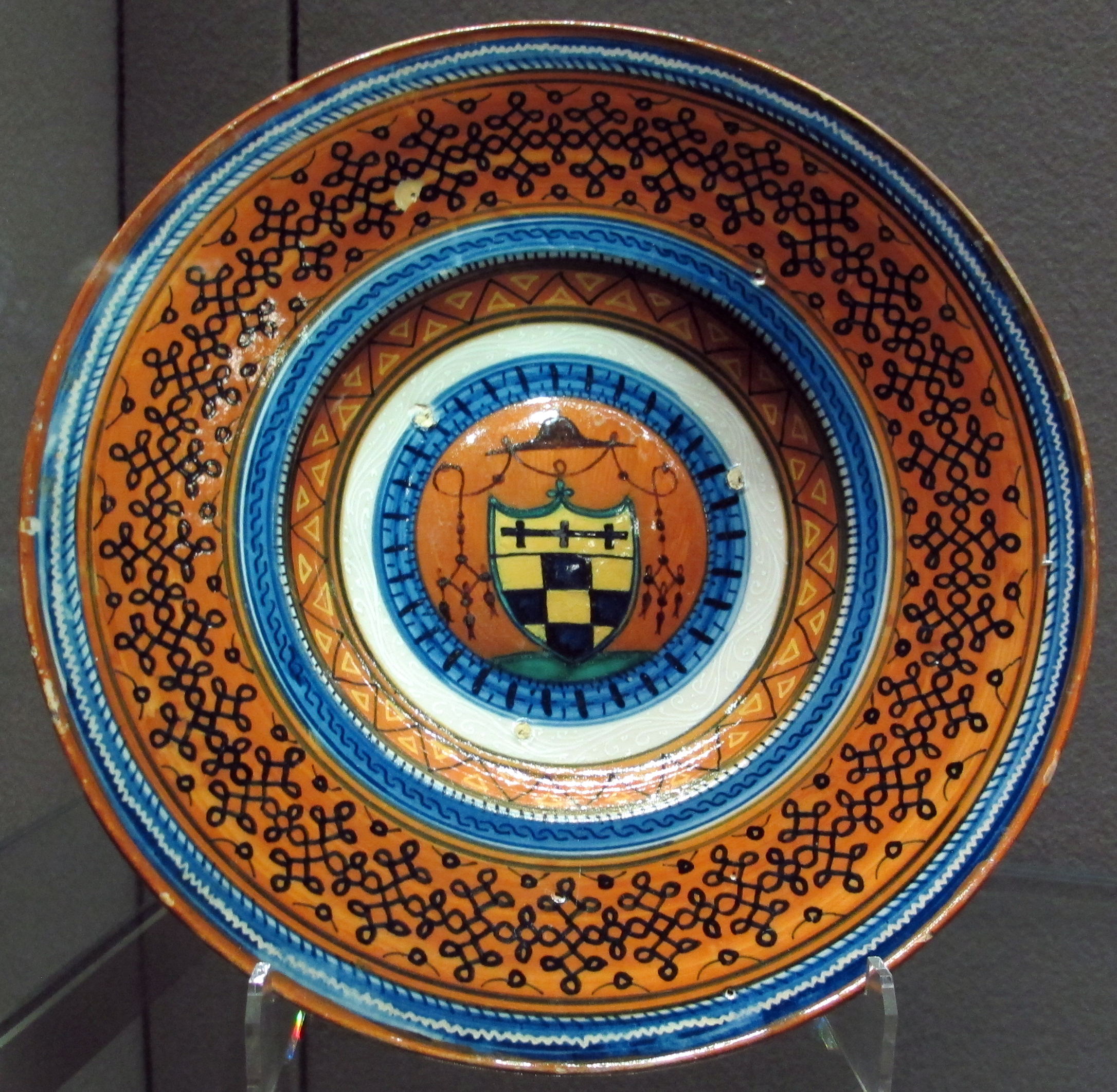
Faenza, piatto con l'arme di un cardinale Pallavicino, 1500-1510

I Pallavicino (o Pallavicini) sono una delle più antiche e influenti famiglie nobili del Nord Italia, discendenti dalla potente stirpe medievale degli Obertenghi, marchesi della Liguria orientale dal 951 e marchesi di Milano, Tortona e Genova dall’anno 1000 circa. Il primo rappresentante noto col nome Pallavicino fu Oberto il Pelavicino (†1148). La famiglia si articolò in due rami principali, lombardo e genovese, entrambi molto ramificati. Nel 1360 ottennero il titolo di Marchesi. Nel XV secolo, il ramo lombardo creò lo Stato Pallavicino, tra Cremona, Parma e Piacenza (comprendente Busseto, Zibello e Cortemaggiore), rimasto indipendente fino all'annessione al Ducato di Parma nel 1587. Il ramo genovese invece appartenne al patriziato della Repubblica di Genova, con alcune linee ancora esistenti, di cui una importante si stabilì in Austria-Ungheria nel XVIII secolo.
La linea genovese discende da Niccolò Pallavicino, figlio di Guglielmo Pallavicino, fratello maggiore di Alberto detto "il Greco". Da un'altra linea, tramite Donnino Pallavicino (morto nel 1557), prese origine il ramo piemontese stabilitosi a Stupinigi..

## Storia

### Origini
I Pallavicino appartenevano al ramo adalbertino della stirpe obertenga, di cui facevano parte anche i marchesi di Massa, Corsica, Parodi, Lupi (per eredità femminile), e Gavi. Gli antenati dei Pallavicino furono dapprima una diramazione minore della famiglia, che si era stabilita nella valle Padana, tra Cremona e Piacenza. Da dove si estesero sino alla Liguria.
Dal marchese Adalberto II con Enrico V, discendono sia i Pallavicino (o Pallavicini) sia l'antica casata cremonese dei Cavalcabò, tuttora esistente. 
Figlio di Alberto II fu Oberto IV, padre del marchese Oberto I detto Pelavicino (m. 1148); il cognome nacque evidentemente dall'accomunarsi dei nomi dei due primi feudi della famiglia, Pella (loco) e Malavicina, oggi ambedue frazioni di Roverbella, comune del mantovano. Fu chiamato Pelavicino anche Oberto II (m. 1269), nipote di Oberto I e figlio di un altro "Pelavicino" (m. 1217). Tale appellativo toponimico fu in prosieguo trasmesso ai suoi discendenti, divenendo il cognome della famiglia nella forma Pallavicino (o Pallavicini). Oberto I ottenne da Federico I la conferma dei feudi ereditari, nella pianura attorno all'Arda, l'antica contea di Aucia e futuro Stato Pallavicino. Il nipote Guglielmo, morto nel 1217, fu il capostipite di tutte le linee note del ramo cosiddetto "Lombardo", che trassero origine dai nipoti Oberto II, Manfredo, detto "Manfredino il Pio" (1254 - 1328) e Pelavicino.

### Genealogia essenziale
- Adalberto il Margravio (X secolo – 951?)
  - Oberto I (X secolo – 15 ottobre 975), conte palatino, marchese di Milano e di Genova e di tutta la Marca Obertenga, conte di Genova, Luni, Tortona, Milano, con diritti su Bobbio, Pavia, Piacenza, Cremona, Parma.
    - Adalberto I (c.925–1002)
      - Oberto III, (?-996), figlio di Adalberto I
        - Adalberto II (980–1034), dal quale discesero i Pallavicino e i Cavalcabò[4]
          - Oberto IV (?-1084?), figlio di Adalberto II
            - Oberto I (1080–1148), detto il "Pelavicino", figlio di Oberto IV
              - Guglielmo (c.1106-c.1162), figlio di Oberto I, capostipite dei "Pallavicino di Lombardia"
                - Oberto (c.1132 c.-1196), figlio di Guglielmo
                  - Guglielmo (?-1217)

              - Alberto ("il Greco") (c.1106-1148), figlio di Oberto I e padre di Nicolò, capostipite dei "Pallavicino di Genova"

## Pallavicino di Scipione

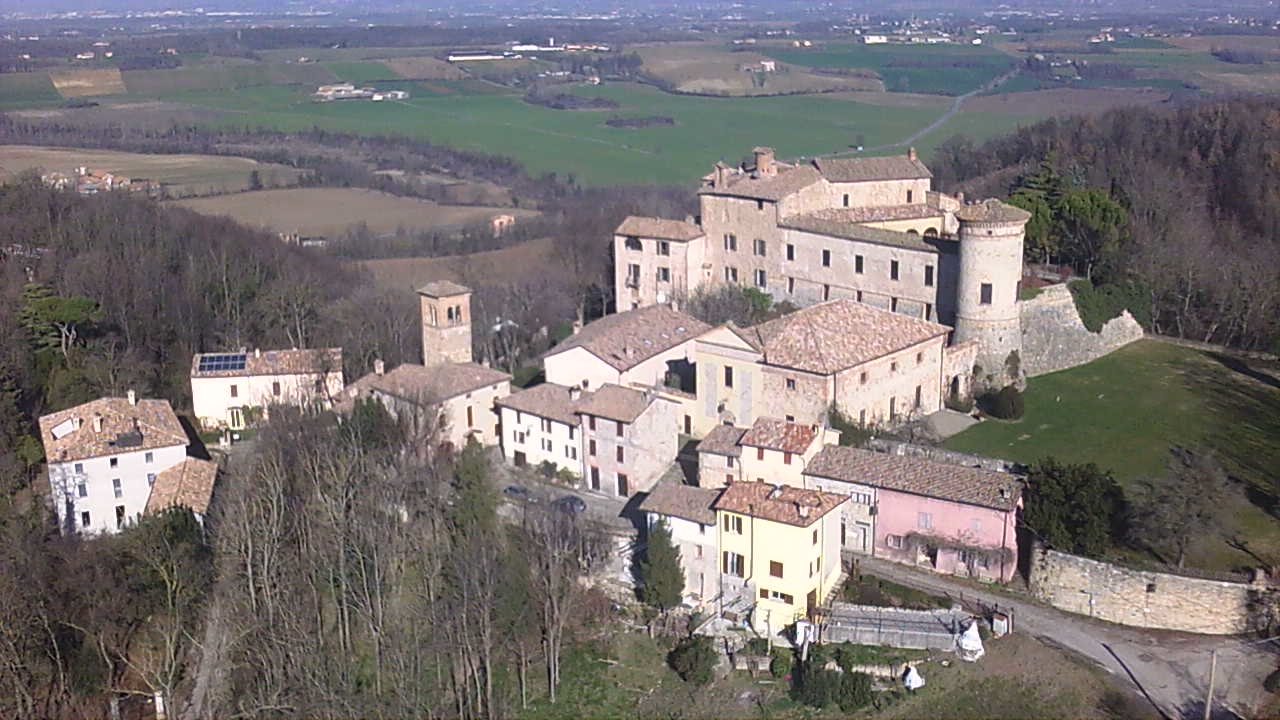
Il castello di Scipione

Manfredo Pallavicino (m.1265), figlio di Guglielmo Pelavicino, e i suoi discendenti ebbero il titolo di marchesi di Scipione, frazione di Salsomaggiore Terme, che faceva allora parte del marchesato. I suoi discendenti, generalmente di parte ghibellina, ebbero importanti cariche pubbliche (podestà, capitani, governatori) nei maggiori comuni padani, e si legarono agli Sforza di Milano da cui ebbero (col marchese Pietro nel 1450) la conferma dei feudi. Guglielmo Pallavicino fu governatore di Genova dal 1353 al 1355 per conto dei Visconti di Milano.
Dai tre figli di Pietro (Giovanni, Nicolò e Ludovico) discesero altrettante linee della famiglia: quella di Giovanni si estinse rapidamente, salvo una discendenza naturale stabilitasi a Pavia, feudataria di Marcignago e Giovenzano, estinta nel 1738; quella di Nicolò si estinse nel 1613 con un marchese Orazio che nel 1568 aveva venduto la sua quota di Scipione con Salsomaggiore ecc. al Duca di Parma; quella di Ludovico durò fino al 1776.
Dal ramo di Scipione derivarono anche i rami di:
- Pallavicino marchesi di Specchio
- Pallavicino marchesi di Ceva e delle Frabose con Paolo Antonio (?-1625)

## Pallavicino di Pellegrino

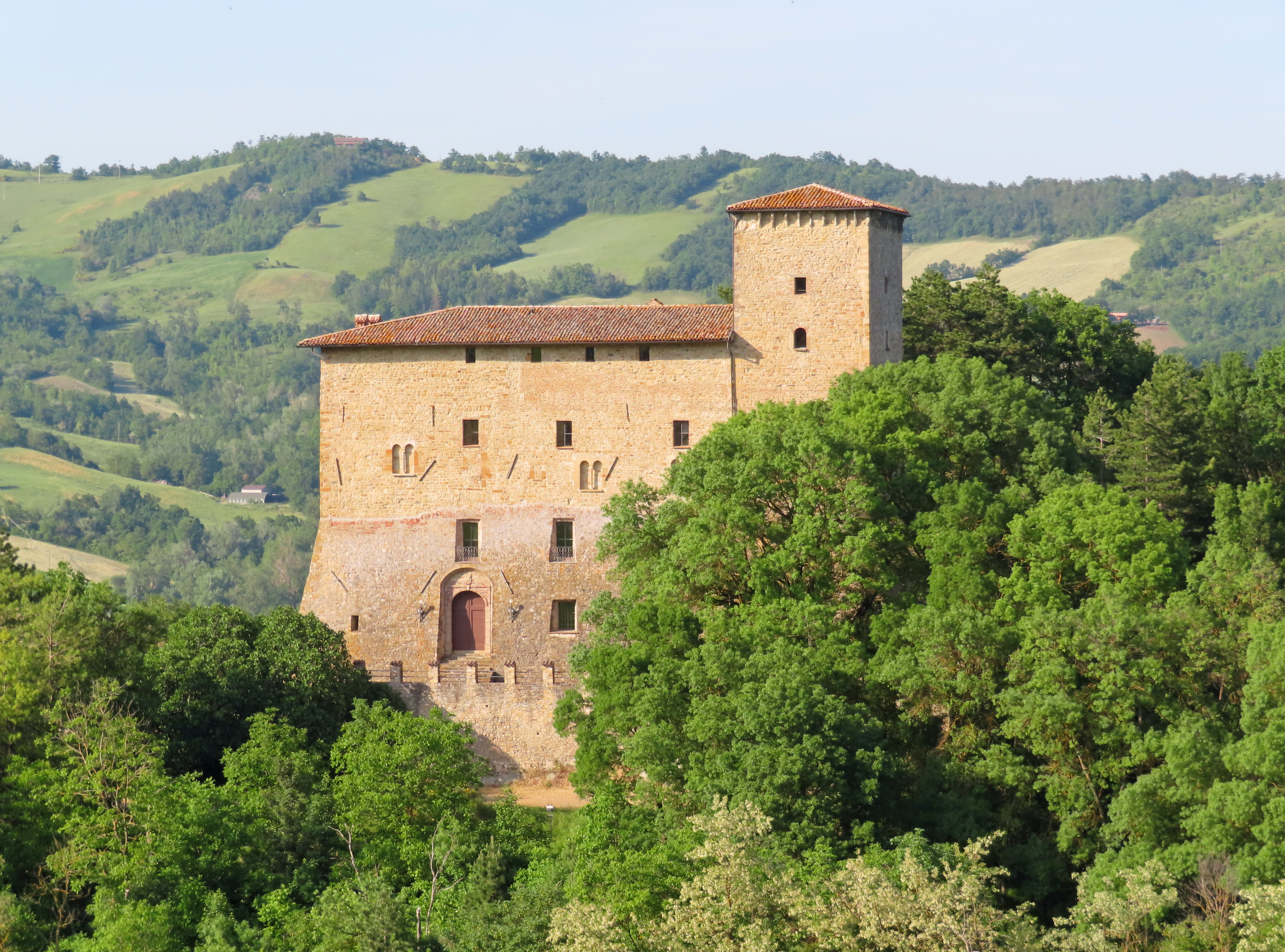
Il castello di Pellegrino Parmense

Pelavicino, figlio di Guglielmo Pallavicino di Oberto, ebbe il marchesato di Pellegrino Parmense. I suoi discendenti furono confermati nei loro feudi dai Visconti duchi di Milano, ma nel 1428 i due cugini Manfredo e Antonio, accusati di aver partecipato a una congiura, furono espropriati dei feudi. I loro discendenti vissero in modesta condizione nel territorio parmigiano e si estinsero nel 1795.

## Oberto Pelavicino e i suoi discendenti
Il più celebre dei figli di Guglielmo fu Oberto II Pallavicino, seguace dell'imperatore Federico II e successivamente capo riconosciuto del partito ghibellino nella valle Padana. Fu Signore di Cremona, Pavia, Piacenza, vicario imperiale, capitano generale di Milano.
La sua fortuna declinò con l'arrivo in Italia di Carlo I d'Angiò, la sconfitta di Corradino di Svevia e il trionfo della parte guelfa. Gli rimanevano solo i beni ereditari, che passarono al figlio Manfredino. Alla morte di quest'ultimo nel 1328, gli succedettero i tre figli Federico, Oberto e Donnino; il primo scomparve nel 1348, lasciando ai propri discendenti le terre di Bargone, mentre i due fratelli si spartirono il resto dell'ingente patrimonio paterno.
A Oberto III (Busseto 1302-1378) toccarono una parte di Solignano con le pertinenze di Viatica, di Pizzofreddo, di Dongula, di Fosio, di Oriano e di Pagazzano, Frescarolo, Roncole e Busseto, capitale dello Stato Pallavicino, con le pertinenze di Sant'Andrea, di Vidalenzo, di Spigarolo, di Rascarolo e di Semoriva. Oberto iniziò una solida alleanza con i Visconti di Milano. Da Oberto III, tramite Nicolò (fedele alleato di Giangaleazzo Visconti) si giunse a Rolando il Magnifico, che diede allo Stato Pallavicino gli statuti che ne regolarono la vita civile per tre secoli; allargò inoltre i confini dello Stato conquistando vari castelli e comprando, tra gli altri, i feudi di Santa Croce e di Zibello dal cugino Antonio, oltre a Stupinigi nel 1439. La situazione cambiò radicalmente nel 1441, quando Niccolò Piccinino convinse il duca Filippo Maria del tradimento da parte del Marchese e si fece incaricare di conquistarne lo Stato Pallavicino; attaccato su più fronti, il Pallavicino fu costretto alla fuga e tutti i suoi feudi furono incamerati dal Duca. Nel 1445 Rolando diede prova di lealtà al Visconti, che acconsentì alla restituzione di quasi tutte le terre confiscate, a eccezione di Monticelli d'Ongina e alcuni altri feudi donati al Piccinino. Nel 1453, quattro anni prima di morire, il Marchese dettò il suo testamento, suddividendo il suo immenso patrimonio tra i suoi sette figli e dando così origine alle linee di Varano, Tabiano, Cortemaggiore, Busseto, Polesine e Zibello.
A Donnino toccarono invece Ravarano con le pertinenze di Cassio, di Casola, di Castellonchio, di Fugazzolo, di Calestano, di Terenzo, della val Sporzana e della val Baganza, Monte Palerio con le pertinenze di Sant'Ilario Baganza, di Ceretolo, di Cella di Palmia, di Verde e della val Baganza, Parola con la pertinenza di Corte Redalda, Zibello, Santa Croce, Pieveottoville e Ragazzola. Donnino morì l'anno seguente e i suoi due figli, che mantennero sempre un ruolo subalterno rispetto ai cugini di Busseto, figli di Oberto, si spartirono le terre paterne: Zibello e le terre di pianura passarono a Federico, mentre Ravarano e le terre di montagna a Giovanni. Da quest'ultimo discesero i marchesi di Ravarano, che, divisi in più linee e generalmente decaduti, si estinsero entro il XVIII secolo, salvo una linea che acquisì il feudo di Stupinigi e si trasferì in Piemonte. Questa ebbe importanti incarichi alla corte dei Savoia, il governatorato di Ceva e il marchesato di Frabosa Soprana e Frabosa Sottana, e si estinse nel ramo principale nel 1816 mentre il ramo cadetto dei marchesi di Priola è tuttora fiorente.

## Pallavicino di Varano

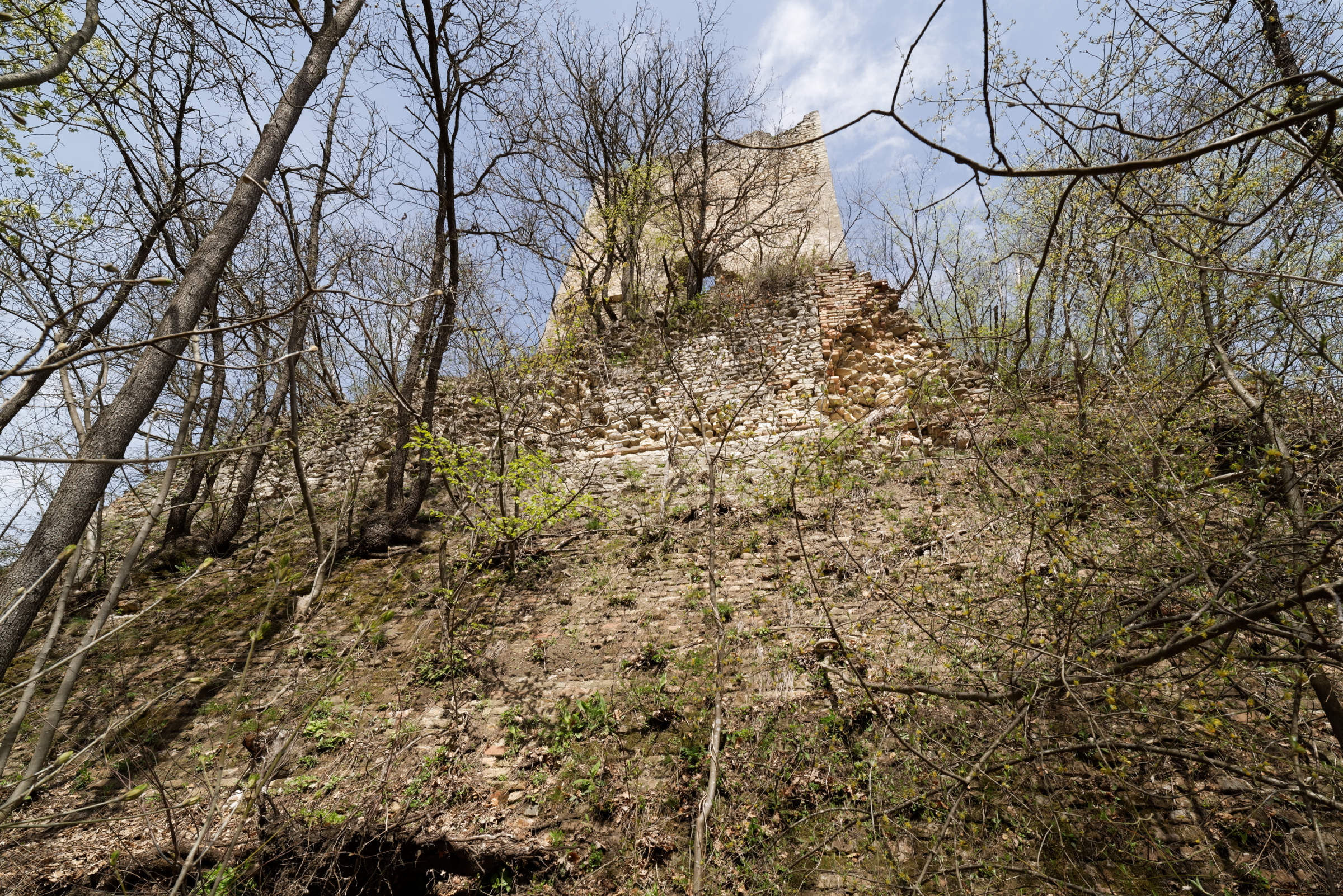
I ruderi del castello di Varano

Il capostipite fu Nicolò, che, figlio di Rolando il Magnifico, divenne marchese di Varano de' Marchesi; ereditò inoltre i feudi di Castelguelfo, Miano e Gallinella.
La sua discendenza si estinse nel 1782.

## Pallavicino di Tabiano

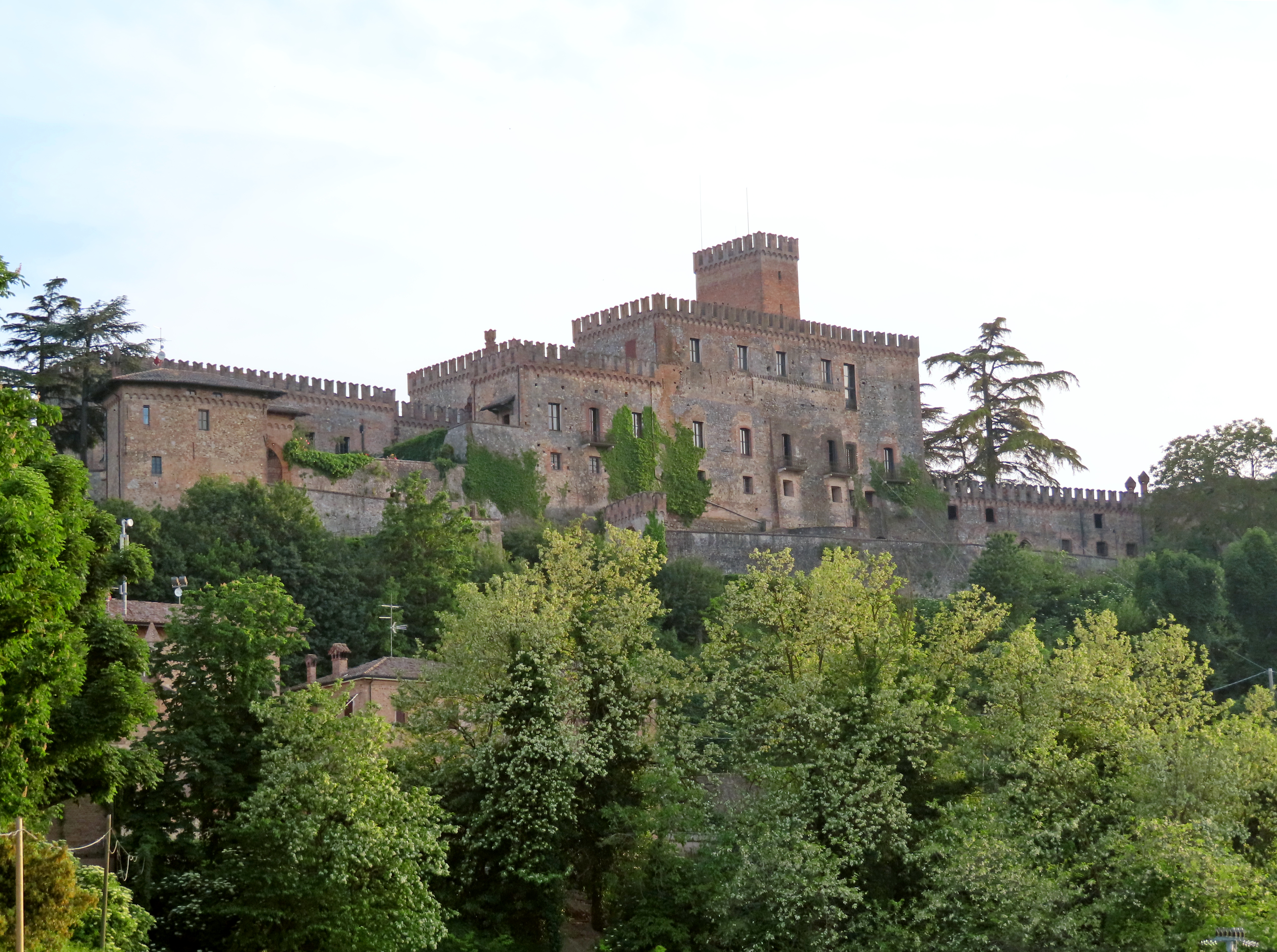
Il castello di Tabiano

Il capostipite fu Oberto, che, figlio di Rolando il Magnifico, divenne marchese di Tabiano; ereditò inoltre i feudi di Castellina e, per metà col fratello Gianfrancesco, Solignano.
La sua discendenza si estinse nel 1756.

## Pallavicino di Cortemaggiore
Il capostipite fu Gian Lodovico I, che, figlio di Rolando il Magnifico, divenne, unitamente al fratello Pallavicino, marchese di Busseto, con la pertinenza di Cortemaggiore; sempre con Pallavicino ereditò inoltre il feudo di Bargone.
Tuttavia, nel 1479, a causa dei dissidi sorti tra i due fratelli, fu necessario dividere in due parti il feudo di Busseto: Cortemaggiore fu assegnata a Gian Lodovico, mentre Busseto rimase a Pallavicino.
Il capostipite fu Giovan Lodovico, figlio di Rolando il Magnifico; ebbe l'importante marchesato di Cortemaggiore con parte di Busseto, cui il figlio Rolando II detto il Gobbo aggiunse Fiorenzuola d'Arda.
Nel 1479, con l'importante contributo di Maffeo del Carretto da Como, architetto del Duca di Milano, progettò e costruì ex novo la nuova capitale dello Stato, quella Cortemaggiore che, ancora oggi, rimane uno dei pochi esempi di città edificata secondo i principi della "città ideale" dettati da Leon Battista Alberti. La discendenza dei Pallavicino di Cortemaggiore si estinse già nel XVI secolo.
Sforza Pallavicino nel 1579 riunì in un unico marchesato Cortemaggiore e Busseto, che ereditò in seguito alla morte del cugino Gerolamo Pallavicino di Busseto, privo di figli maschi. Tuttavia, nel 1585 scomparve anche Sforza, che, in mancanza di eredi diretti, aveva adottato nel 1581 il congiunto Alessandro Pallavicino di Zibello, marito della figlia naturale del duca di Parma Ottavio Farnese; ne scaturì una lunga lite col nuovo duca Alessandro, che nel 1587 si impossessò dell'intero Stato Pallavicino manu militari. Della lunga storia di buon governo cui fu ispirato il marchesato dello Stato di Cortemaggiore, dalle Additiones seu Reformationes applicate da Rolando II nel 1495 agli antichi Statuta Pallavicinia dettati dal nonno Rolando il Magnifico, rimase, fino all'epoca napoleonica, il Corpo Comunitativo della città, un vero e proprio consiglio comunale ante litteram.

## Pallavicino di Busseto

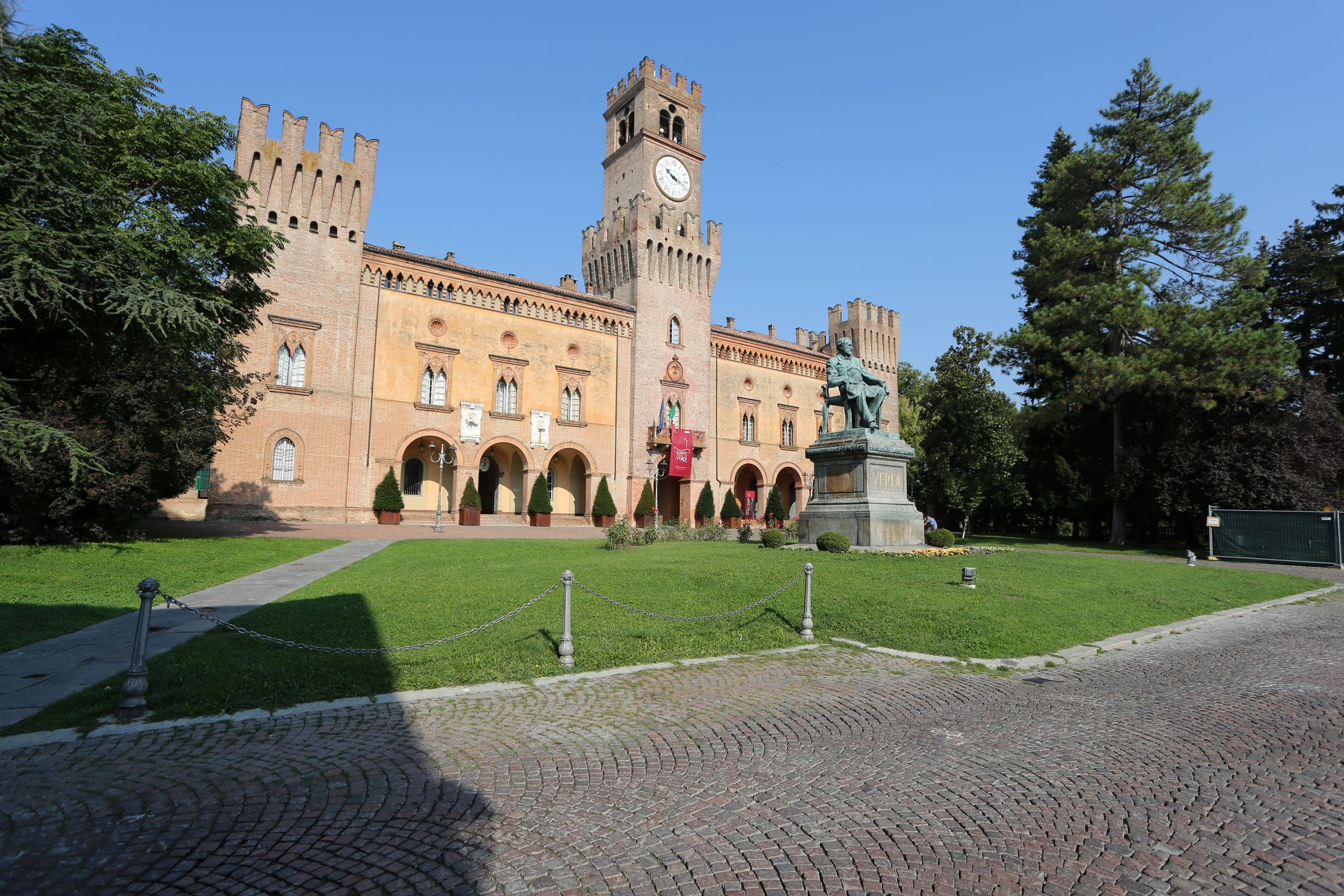
La rocca Pallavicino a Busseto

Il capostipite fu Pallavicino, che, figlio di Rolando il Magnifico, divenne, unitamente al fratello Gian Lodovico I, marchese di Busseto, con la pertinenza di Cortemaggiore; sempre con Gian Lodovico I ereditò inoltre il feudo di Bargone.
Tuttavia, nel 1479, a causa dei dissidi sorti tra i due fratelli, fu necessario dividere in due parti il feudo di Busseto: Cortemaggiore fu assegnata a Gian Lodovico, mentre Busseto rimase a Pallavicino.
Galeazzo I, Cristoforo, Ottaviano, Girolamo, Antonio Maria e Nicola, figli di Pallavicino, governarono congiuntamente il marchesato dopo la sua morte nel 1486, conquistando anche Borgo San Donnino, Felino e Torrechiara. Nel 1521 subentrarono i tre figli di Cristoforo; dopo la scomparsa prematura di Francesco, i due fratelli Gerolamo ed Ermete nel 1555 divisero il marchesato in due parti, ma alla morte nel 1562 del secondo, Gerolamo ereditò l'intero patrimonio; il marchese scomparve nel 1579 lasciando il marchesato al cugino Sforza Pallavicino di Cortemaggiore, che riunì in tal modo lo Stato Pallavicino.
Tuttavia, nel 1585 morì, privo di figli maschi, anche Sforza, che nel 1581 aveva adottato il congiunto Alessandro Pallavicino di Zibello, marito della figlia naturale del duca di Parma Ottavio Farnese; ne scaturì una lunga lite col nuovo duca Alessandro, che nel 1587 si impossessò dell'intero Stato Pallavicino manu militari. Inutilmente Galeazzo III, nipote di Adalberto (figlio legittimato di Galeazzo I), ottenne nel 1636 sentenza favorevole dall'imperatore Ferdinando II d'Asburgo: i suoi discendenti furono sovrani dello Stato Pallavicino solo di nome. La sua discendenza si estinse nel XIX secolo.
Dal ramo di Busseto derivò anche il ramo dei Pallavicino di Crema con Manfredo Pallavicino, discendente da Adalberto, che si estinse nel 1694.

### Pallavicino Trivulzio

Stemma dei Pallavicino Trivulzio

Da Sforza Pallavicino, figlio di Galeazzo II, discesero i Pallavicino Trivulzio, signori di San Fiorano, proprietari dell'omonimo castello e, tra i numerosi edifici storici, del castello di Castana (in Oltrepò pavese), che riattarono nel 1740.
I Pallavicino Trivulzio si estinsero nella linea maschile nel 1878 con il marchese Giorgio, patriota del Risorgimento.

## Pallavicino di Polesine

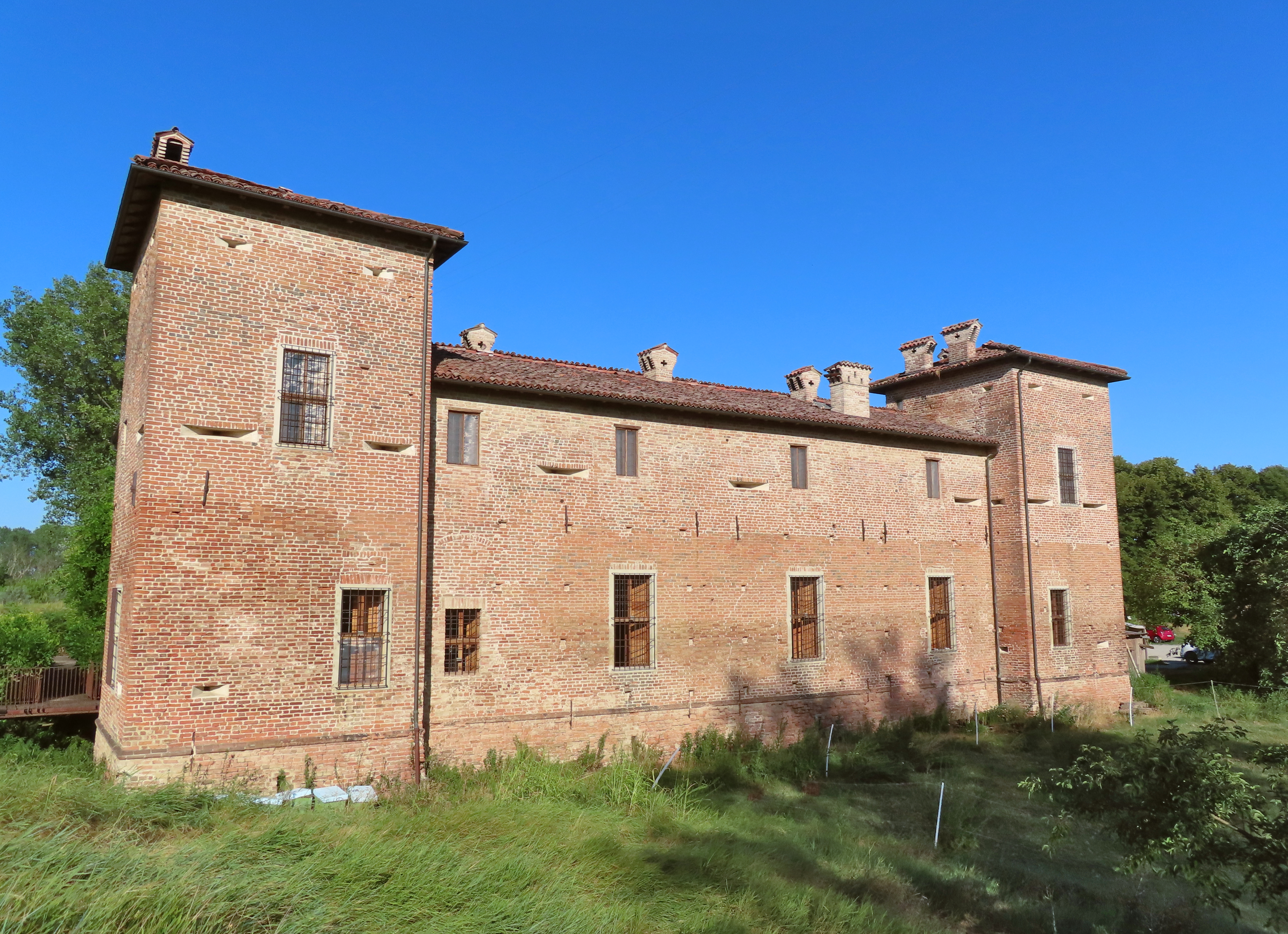
Il castello di Polesine

Il capostipite fu Giovan Manfredo, che, figlio di Rolando il Magnifico, divenne marchese di Polesine; ereditò inoltre il feudo di Costamezzana. Giovan Manfredo morì nel 1486.
Dai suoi figli Gianottaviano e Uguccione derivarono due linee di discendenza: la prima si estinse nel 1699, la seconda nel 1731 quando morì Vito Modesto, lasciando solo una figlia femmina, Dorotea. Tra gli ultimi esponenti della linea di Uguccione, Ranuccio Pallavicino fu inquisitore a Malta e cardinale.

## Pallavicino di Zibello

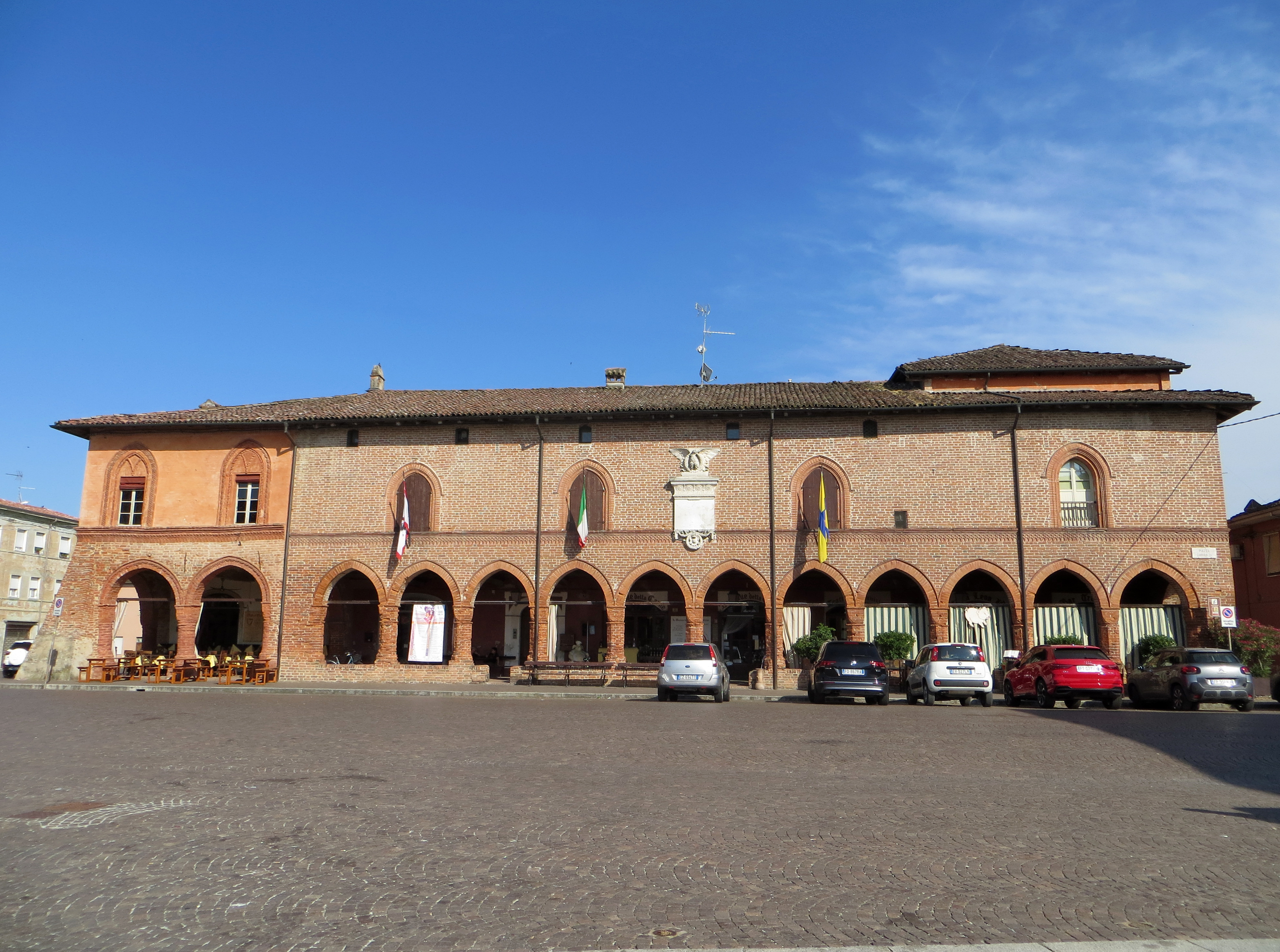
Il palazzo Pallavicino a Zibello

Il capostipite fu Gian Francesco, che, figlio di Rolando il Magnifico, divenne marchese di Zibello; ereditò inoltre, per metà col fratello Oberto, il feudo di Solignano.
La lite che contrappose Alessandro di Zibello al cugino Galeazzo II di Busseto ebbe la conseguenza che la casata non solo non succedette in Busseto ma perse anche il feudo imperiale di Zibello a vantaggio dei Farnese. I suoi discendenti mantennero comunque il feudo di Zibello (come vassalli dei duchi di Parma) fino all'abolizione del feudalesimo nel 1805.
I Pallavicino di Zibello si divisero in seguito in molti rami, tuttora fiorenti; Pier Luigi, ultimo marchese della linea parmense della dinastia, morì invece nel 2003.

## Pallavicino di Genova

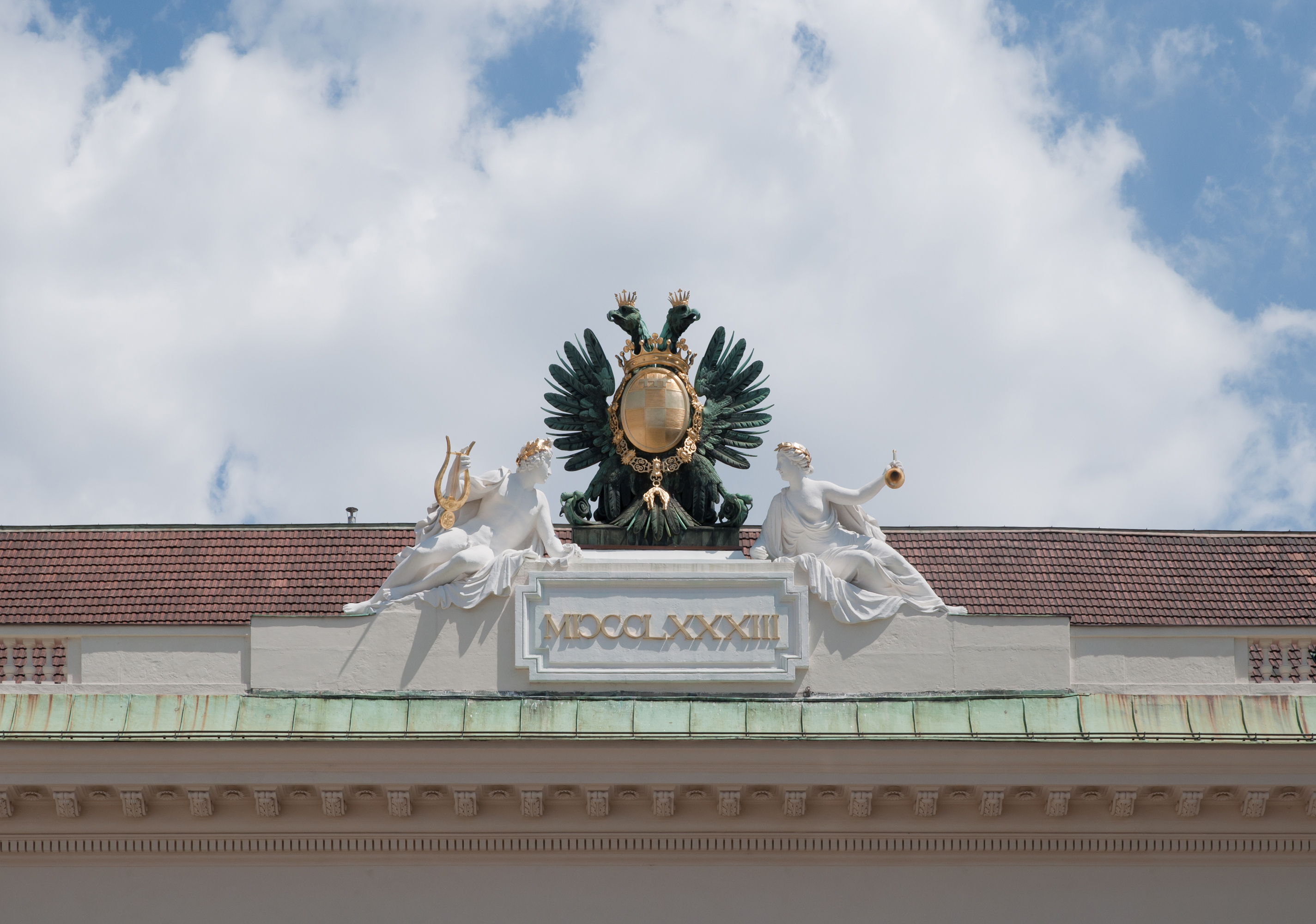
Palazzo Pallavicini (Vienna), stemma dei Pallavicino

I Pallavicino di Genova ebbero come capostipite Nicolò, figlio di Alberto ("il Greco") e nipote di Oberto I Pallavicino (detto il "Pelavicino"), il cui figlio Giovanni sposò Maria Fieschi e che nel 1225 venne eletto consigliere. La famiglia assunse notevole prestigio e importanza nel capoluogo ligure, tanto da avere tra i propri rappresentanti, oltre a numerosi senatori, tre dogi della Repubblica di Genova: Agostino nel 1637, Gian Carlo nel 1785 e Alerame Maria nel 1789.
Nel 1528, a seguito delle riforme volute da Andrea Doria, andarono a formare il XVI albergo genovese.

### Albergo Pallavicino
Con la riforma voluta da Andrea Doria nel 1528, i Pallavicino andarono a formare il XVI albergo. Di seguito le famiglie che erano ascritte all'albergo Pallavicino:
- Amandola: originari della Valbisagno, in Genova dal XV secolo.[13]
- Arcanti: erano ascritti ai Pallavicino e ai Cybo.[14]
- Baciadonne: in Genova dalla Lombardia dal XV secolo.[15]
- Brignale: provenienti dal chiavarese.[16]
- Busenga: originari di Cipro.[17]
- Capellone: originari di Novi Ligure.[18]
- Clavarino: originari della Valbisagno, vennero ascritti all'albergo nel 1528.[19]
- Coronata: provenienti da Coronata, vennero ascritti all'albergo nel 1528.[20]
- Frascolati: provenienti dalla riviera ligure, giunsero in Genova intorno al 1150.[21]
- Guarachi: genovesi di antica origine.[22]
- Guarchi: giunsero a Genova da Alessandria nel XII secolo.[22]
- De Ita: provenienti dalla riviera ligure.[23]
- Parodi: giunsero a Genova dalla Valpolcevera intorno al 1390. Furono ascritti all'albergo nel 1528.[24]
- Pisano: giunsero a Genova dal Pisa intorno al XII secolo. Nel 1528 furono ascritti ai Pallavicino ed ai Pinelli.[25]
- Platone: ascritti all'albergo dal 1528.[25]
- Raffo: originari della riviera di levante, nel 1528 vennero ascritti ai Pallavicino ed ai De Marini.[26]
- Rocca: giunsero a Genova dalla Valbisagno intorno al 1260. Vennero ascritti ai Giustiniani e nel 1528 ai Pallavicino.[27]
- Rotolo: giunsero a Genova da Milano nel 1438. Nel 1528 vennero ascritti all'albergo.[28]
- Scaglia: giunsero a Genova dalla Lombardia nel 1150 circa. Nel 1528 vennero ascritti all'albergo.[29]
- Scotti: genovesi sin dal 1122 circa, furono tra le prime famiglie ad aderire all'albergo Centurione. Altri rami della famiglia entrarono nel 1528 nei Cattaneo, nei Pallavicino e nei Salvago.[30]
- Sivori: giunsero in Genova dal chiavarese nel 1450 circa. Nel 1528 vennero ascritti all'albergo.[31]
- Via: giunsero a Genova dalla riviera di ponente nel XIV secolo. Nel 1528 vennero ascritti ai Pallavicino ed ai Salvago.[32]
- Vivaia: giunsero a Genova da Pisa.[33]

### Altri rami
Dal ramo di Genova derivarono anche:
- Ramo Pallavicino di Napoli dei duchi di Castro, con Alessandro Pallavicino (1594-?) che sposò Alvina Frezza, duchessa di Castro
- Ramo Pallavicino d'Inghilterra, con Orazio Pallavicino (Sir Horatio Palavicino) (1540-1600) che si stabilì in Inghilterra nel 1558. Ramo estinto nel 1648[34]
- Ramo Pallavicino di Bologna con Gianluca Pallavicino (1697-1773)
- Ramo Pallavicini dell'Austria-Ungheria, con Giancarlo Pallavicini (1741-1789)[35]
- Ramo Csáky-Pallavicini dell'Austria-Ungheria, con Roger Pallavicini (1814-1874) che sposò Eulalia Vay di Vaja et Luskod, Ex moglie di Zsigmond Csáky[35][36]

### Arma

Antico stemma dei Pallavicino

L'antica arma dei Pallavicino di Genova era d'oro alla fascia doppiomerlata di nero, mentre quella moderna era di cinque punti d'oro equipollenti a quattro d'azzurro; al capo d'oro, alla fascia scorciata doppiomerlata di tre pezzi di nero.

## Marchesato di Bodonitsa
Il Marchesato di Bodonitsa (oggi Mendenitsa, villaggio nella Ftiotide, in Grecia), piccolo stato franco in Grecia a seguito delle conquiste della quarta crociata, venne originariamente concesso sotto forma di partecipazione a Guido Pallavicini da Bonifacio I del Monferrato, re di Tessalonica nel 1207. Il suo scopo originale era a guardia del valico di Termopili. Esistette dal 1204 al 1414. Guido, figlio di Guglielmo Pallavicino e di Solestella, fu il primo marchese di Bodonitsa dal 1204 al 1237. L'ultimo dei Pallavicini a governare Bodonitsa fu Guglielma, figlia di Alberto Pallavicini, morta nel 1358, moglie di Niccolò I Zorzi, della famiglia veneziana Zorzi, che proseguirà nel marchesato sino al 1414 con Niccolò III Zorzi.